# اورسولا دونات
اورسولا دونات (آلمانی: Ursula Donath؛ زادهٔ ۳۰ ژوئیهٔ ۱۹۳۱) دونده نیمه‌استقامت زن اهل آلمان بود.